# Ротарија (Бакау)
Ротарија (рум. Rotăria) насеље је у Румунији у округу Бакау у општини Мотошени. Oпштина се налази на надморској висини од 326 m.

## Становништво
Према подацима из 2002. године у насељу је живело 173 становника, од којих су сви румунске националности.